# Le Jardin du plaisir
Pour plus de détails, voir Fiche technique et Distribution.
Le Jardin du plaisir (The Pleasure Garden)  est un film britanno-allemand muet réalisé par Alfred Hitchcock, sorti en 1925.

## Synopsis

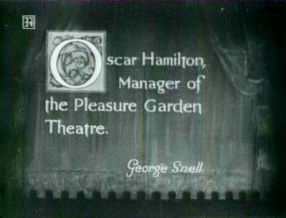
The Pleasure Garden.

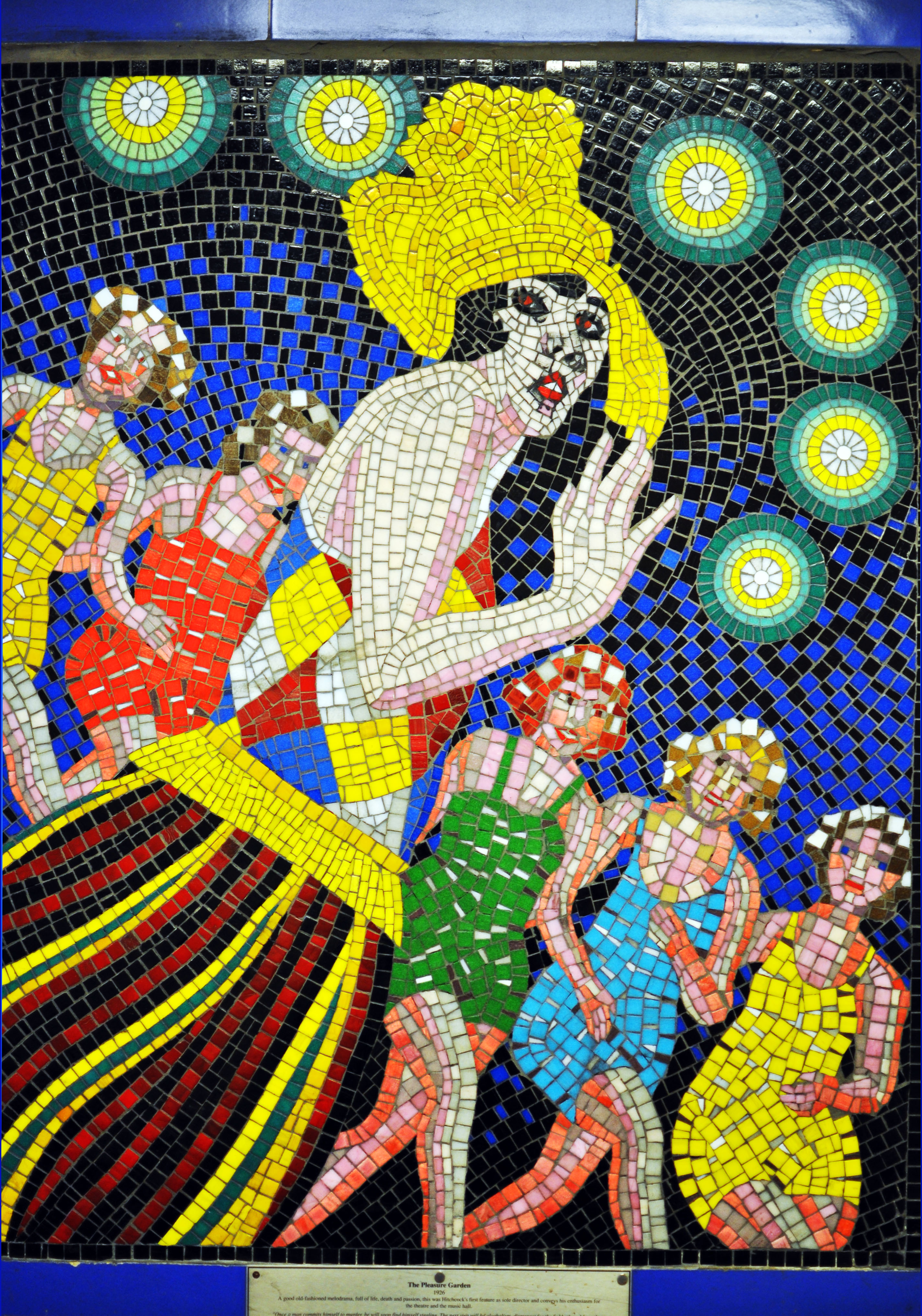
Mosaique en hommage au film dans la station de métro de Leytonstone (métro de Londres).

Jill Cheyne espère devenir danseuse au Pleasure Garden. Mais arrivée à Londres, elle s’aperçoit qu'elle a perdu sa lettre de recommandation. Heureusement, Patsy Brand, une danseuse du cabaret, lui offre l'hospitalité pour la nuit. Le lendemain, Jill qui n’a pas renoncé à son projet, rencontre le patron du Garden et obtient un engagement. Hugh, le fiancé de Jill, assiste à son triomphe avant de quitter l’Angleterre pour les tropiques. 
Mais qu’importe, Jill a obtenu ce qu'elle cherchait : la gloire, la vie facile et des admirateurs argentés. Pendant ce temps, Patsy épouse Levet, un ami de Hugh avant de partir en voyage de noces au lac de Côme. Pour Patsy, le bonheur semble à portée de main, mais il n'en est rien et Levet s'envole, lui aussi pour les tropiques où l'attend une femme qu'il noiera dans une crise de folie avant d'essayer de tuer Patsy, qui, le sachant souffrant, était venue le rejoindre.

## Fiche technique
- Titre : Le Jardin du plaisir
- Titre original : The Pleasure Garden
- Production : Michael Balcon (Gainsborough), Erich Pommer (Emelka-G.B.A. 1925).
- Réalisation : Alfred Hitchcock
- Scénario : Eliot Stannard, d'après le roman d'Olivier Sandys (en)
- Photographie : Gaetano di Ventimiglia (en)
- Assistant-réalisateur et script-girl : Alma Reville
- Studios : Emelka à Munich
- Pays :  Royaume-Uni, Allemagne  République de Weimar
- Distribution : Wardour & F., 1925, 6 458 pieds, États-Unis, Aymon Indépendant, 1926

## Distribution
- Virginia Valli : Patsy Brand, la danseuse
- Carmelita Geraghty : Jill Cheyne
- Miles Mander : Levett
- John Stuart : Hugh Fielding
- Ferdinand Martini : Mr. Sidey
- Florence Helminger : Mrs. Sidey
- Georg H. Schnell : Oscar Hamilton
- Karl Falkenberg (en) : Prince Ivan